# La Grande Vague, Sète

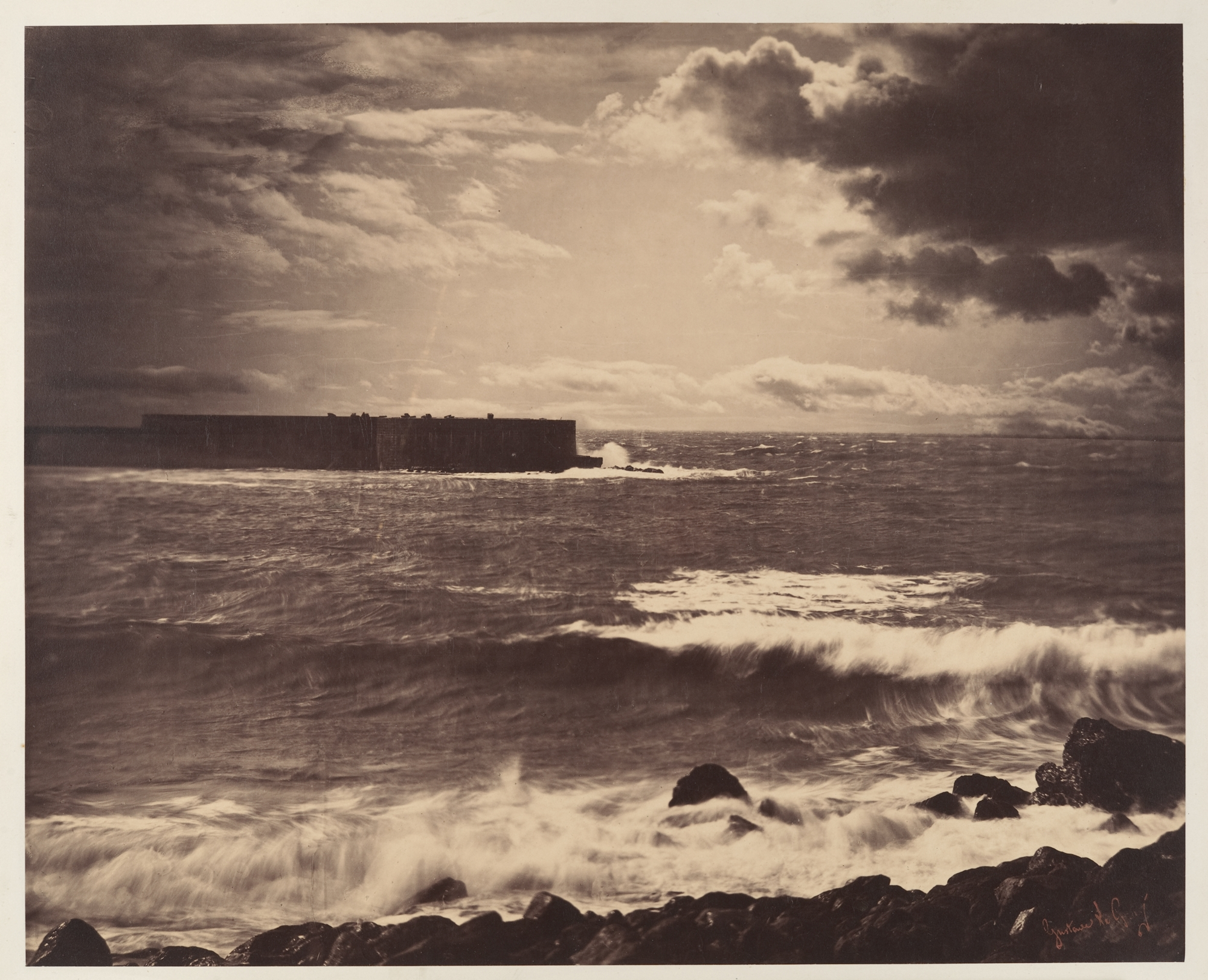
La Grande Vague, Sète, de Gustave Le Gray.
Tirage sur papier albuminé, (exemplaire du Metropolitan Museum of Art).

La Grande Vague, Sète est une photographie de Gustave Le Gray prise en avril 1857 dans le port de Sète, en France. Elle représente la mer Méditerranée et une partie du brise-lames, en avant duquel vient déferler une grande vague horizontale. Elle appartient à une série de marines où figure aussi La Vague brisée, de format vertical, avec deux voiliers en train d'entrer au port,.
La Grande Vague est un photomontage résultant du tirage sur papier albuminé de deux négatifs sur plaques de verre, un pour le ciel et un pour le reste de la photographie.
Elle a atteint le cours record de 5,5 millions de francs lors de la vente d'une partie de la collection Marie-Thérèse et André Jammes, le 27 octobre 1999, chez Sotheby's à Paris.